# Mammutidae
De Mammutidae zijn een familie van uitgestorven slurfdieren uit het Laat-Mioceen tot Laat-Pleistoceen.

## Kenmerken
De Mammutidae waren geen mammoeten, zoals de naam doet vermoeden, maar mastodonten. De lichaamsbouw vertoonde veel gelijkenis met die van de huidige olifanten, maar was langer en lager. Sommige dieren hadden een vacht van lange, ruige haren, die bescherming bood tegen de ijzige koude, terwijl andere dieren, die in een milder klimaat leefden, niet bedekt waren met een vacht. De kop was voorzien van een paar omhoog gebogen slagtanden. De kiezen van deze dieren bestonden uit lage, afgeplatte knobbels, die gerangschikt waren in dwarsrijen, gescheiden door groeven. Bij de Gomphotheriidae daarentegen was de rangschikking van de knobbels in dwarsrijen veel ingewikkelder.

## Geslachten
- † Mammut Blumenbach, 1799
- † Zygolophodon Vacek, 1877
- † Eozygodon Tassy & Pickford, 1983
- † Losodokodon Rasmussen & Gutiérrez, 2009
- † Sinomammut Mothé et al., 2016